# Eerste divisie (mannenhandbal) 2005/06
De eerste divisie is de op een na hoogste afdeling van het Nederlandse handbal bij de heren op landelijk niveau. In het seizoen 2005/2006 werd na een beslissingsduel Hurry Up kampioen en promoveerde rechtstreeks naar de eredivisie. De Gazellen en AHC-Kolping degradeerden naar de hoofdklasse.
Door de samenwerking tussen ASC '95, DES '72, ETC, HVOS, De Meeuwen, Roda '71, Savosa en Snelwiek onder de naam HA R&O werd het team van DES '72 vervangen door DES '72/HA R&O.

## Opzet
- De kampioen promoveert rechtstreeks naar de eredivisie (mits er niet al een hogere ploeg van dezelfde vereniging in de eredivisie speelt).
- De ploegen die als een-na-laatste (dertiende) en laatste (veertiende) eindigen degraderen rechtstreeks naar de hoofdklasse.
- Het seizoen wordt onderverdeeld in vier perioden van respectievelijk 6, 7, 7 en 6 wedstrijden. De ploeg die in een periode de meeste punten behaalt, is periodewinnaar en verkrijgt het recht om deel te nemen aan de zogenaamde nacompetitie. Indien de uiteindelijke kampioen, een ploeg die niet mag promoveren, of een degradant een periode wint, wordt het recht tot deelname aan de nacompetitie overgedragen aan het hoogst geklasseerde team in de eindrangschikking dat nog niet aan de nacompetitie deelneemt. In de nacompetitie spelen deze vier ploegen uit de eerste divisie tegen elkaar, de winnaar uit deze competitie speelt een tweetal wedstrijden tegen de nummer 11 van de eredivisie om één plaats in de eredivisie.

Er promoveert dus zeker één ploeg, en mogelijk een tweede ploeg via de nacompetitie. Verder degraderen er twee ploegen.

## Teams
| Ploeg                   | Plaats         | Provincie     |
| ----------------------- | -------------- | ------------- |
| FIQAS/Aalsmeer 2        | Aalsmeer       | Noord-Holland |
| Smeeing/BDC             | Soest          | Utrecht       |
| BouwCoach/Bevo HC 2     | Panningen      | Limburg       |
| DES '72/HA R&O          | Rotterdam      | Zuid-Holland  |
| De Gazellen             | Doetinchem     | Gelderland    |
| Groene Ster             | Zevenbergen    | Noord-Brabant |
| HCV '90                 | Velsen-Noord   | Noord-Holland |
| Hurry Up                | Zwartemeer     | Drenthe       |
| AHC-Kolping             | Alkmaar        | Noord-Holland |
| MHV '81                 | Mill           | Noord-Brabant |
| van der Voort/Quintus 2 | Kwintsheul     | Zuid-Holland  |
| Swift A                 | Arnhem         | Gelderland    |
| KRAS/Volendam 2         | Volendam       | Noord-Holland |
| White Demons            | Berkel-Enschot | Noord-Brabant |

## Reguliere competitie

### Stand
| Pos | Club                    | Wed | W  | G | V  | Ptn | DV  | DT  | +/−  | Opmerking                                                       |
| --- | ----------------------- | --- | -- | - | -- | --- | --- | --- | ---- | --------------------------------------------------------------- |
| 1   | White Demons            | 26  | 21 | 1 | 4  | 43  | 749 | 587 | +162 | (Vervangende) periodekampioen; gekwalificeerd voor nacompetitie |
| 2   | Hurry Up                | 26  | 21 | 1 | 4  | 43  | 764 | 639 | +125 | Rechtstreekse promotie naar eredivisie                          |
| 3   | Swift A                 | 26  | 18 | 1 | 7  | 37  | 791 | 695 | +96  | (Vervangende) periodekampioen; gekwalificeerd voor nacompetitie |
| 4   | Groene Ster             | 26  | 17 | 3 | 6  | 37  | 719 | 650 | +69  | (Vervangende) periodekampioen; gekwalificeerd voor nacompetitie |
| 5   | DES '72/HA R&O          | 26  | 17 | 3 | 6  | 37  | 763 | 697 | +18  | (Vervangende) periodekampioen; gekwalificeerd voor nacompetitie |
| 6   | KRAS/Volendam 2         | 26  | 11 | 3 | 12 | 25  | 730 | 723 | +7   |                                                                 |
| 7   | MHV '81                 | 26  | 12 | 0 | 14 | 24  | 705 | 709 | −4   |                                                                 |
| 8   | FIQAS/Aalsmeer 2        | 26  | 9  | 5 | 12 | 23  | 795 | 751 | +44  |                                                                 |
| 9   | van der Voort/Quintus 2 | 26  | 11 | 1 | 14 | 23  | 645 | 770 | −125 |                                                                 |
| 10  | BouwCoach/Bevo HC 2     | 26  | 10 | 2 | 14 | 22  | 723 | 731 | −8   |                                                                 |
| 11  | HCV '90                 | 26  | 7  | 3 | 16 | 17  | 729 | 781 | −52  |                                                                 |
| 12  | Smeeing/BDC             | 26  | 6  | 2 | 18 | 14  | 595 | 705 | −110 |                                                                 |
| 13  | De Gazellen             | 26  | 5  | 1 | 20 | 11  | 590 | 719 | −129 | Degradatie naar hoofdklasse                                     |
| 14  | AHC-Kolping             | 26  | 4  | 0 | 22 | 8   | 697 | 838 | −122 | Degradatie naar hoofdklasse                                     |

### Beslissingswedstrijd voor kampioenschap
In de reguliere competitie eindigden White Demons en Hurry Up allebei op 43 punten uit 26 duels en daarom moest er een beslissingsduel aan te pas komen om te beslissen wie kampioen werd en van de eerste divisie en derhalve te promoveren naar de eredivisie.
| 5 april 2006 | White Demons | 21 - 24 | Hurry Up | Arnhem |
| 5 april 2006 |              |         |          | Arnhem |
| 5 april 2006 |              |         |          | Arnhem |

### Periodekampioenen
- 1ste periode: Swift A;
- 2de periode: White Demons;
- 3de periode: Hurry Up (vervangen door DES '72/HA R&O);
- 4de periode: Swift A (vervangen door Groene Ster);

## Nacompetitie
| Pos | Club           | Wed | W | G | V | Ptn | DV  | DT  | +/− | Opmerking                                                 |
| --- | -------------- | --- | - | - | - | --- | --- | --- | --- | --------------------------------------------------------- |
| 1   | Groene Ster    | 6   | 5 | 0 | 1 | 10  | 149 | 148 | +1  | Promotiewedstrijden tegen de nummer elf van de eredivisie |
| 2   | White Demons   | 6   | 4 | 1 | 1 | 9   | 160 | 119 | +41 |                                                           |
| 3   | Swift A        | 6   | 2 | 1 | 3 | 5   | 157 | 170 | −13 |                                                           |
| 4   | DES '72/HA R&O | 6   | 0 | 0 | 6 | 0   | 131 | 160 | −29 |                                                           |

## Promotie-/degradatiewedstrijden
Eerste wedstrijd
|  | Groene Ster | 25 - 28 | Van der Voort/Quintus |  |
|  |             |         |                       |  |
|  |             |         |                       |  |

Tweede wedstrijd; Van der Voort/Quintus heeft gewonnen en blijft in de eredivisie.
|  | Van der Voort/Quintus | 21 - 23 | Groene Ster |  |
|  |                       |         |             |  |
|  |                       |         |             |  |

## Topscoorders
Eindstand per 13 april 2006.
| Pos | Naam                | Gls | Club           |
| --- | ------------------- | --- | -------------- |
| 1   | Joost van Est       | 214 | DES '72/HA R&O |
| 2   | Geerten Segers      | 208 | Groene Ster    |
| 3   | Teun Hanenberg      | 207 | MHV '81        |
| 4   | Bram Zewald         | 193 | Swift A        |
| 5   | Christian Wenderoth | 165 | Hurry Up       |
| 6   | Eric Franken        | 158 | Groene Ster    |
| 7   | Guido Snijder       | 148 | Swift A        |
| 8   | Frank Verschuren    | 147 | White Demons   |
| 9   | John Ranzijn        | 146 | AHC-Kolping    |
| 10  | Johnny Greven       | 145 | HCV '90        |